# Ananda Gupta
Ananda Gupta, född 1976, är en amerikansk brädspels- och datorspelskonstruktör. Han är en av konstruktörerna bakom Twilight Struggle från 2005, ett av världens mest populära konfliktspel. Han har även arbetat på datorspelsföretaget Firaxis Games med spelserien X-Com samt spelet Civilization III. Sedan 2015 är Gupta knuten till Riot Games. 